# 上帝的教會世界福音宣教協會
上帝的教會世界福音宣教協會最早源自於1962年在韓國建立的新興宗教組織。安商洪於1985年去世後，張吉子和金湊哲於1985年6月2日正式成立了上帝的教會安商洪見證人會。此後該教會的活動擴展到世界其他地方，並開始使用上帝的教會世界福音宣教協會的名稱。韓國大約有450座教會，其總會位於京畿道城南市盆唐區的新耶路撒冷板橋聖殿。
教會相信基督安商洪和母親上帝張吉子為上帝，並且主張恢復耶穌教導以及使徒們遵行的真理，包括浸禮、安息日、逾越節等。

## 名稱
World Mission Society Church of God，或者是Church of God，是在歐洲、亞洲、非洲、大洋洲、北美和南美分佈的附屬教會中使用的相同名稱。

## 歷史
安商洪於1962年4月28日在韓國建立了上帝的教會耶穌見證人會。安商洪於1985年去世後，上帝的教會耶穌見證人會的其中一個派系，包括男子金湊哲和女子張吉子，透過聖經見證「母親上帝」，並於1985年3月22日將總會從釜山遷移至首爾。在1985年6月2日在首爾舉行的一次會議上，討論了該如何稱呼張吉子的問題。之後他們建立了一個名為上帝的教會安商洪見證人會，由金湊哲和張吉子管理，並豎立了兩個主要的新教義：
- 新郎安商洪是再臨基督，稱為基督安商洪。並且根據三位一體的論述，將安商洪視為聖靈、天上父親、父親上帝。[14]
- 新婦張吉子是女性形象的上帝，應被視作母親上帝，也可以稱為「天上母親」，或簡稱「母親」，並與安商洪一起被視為上帝。[15]

從「耶穌見證人會」到「安商洪見證人會」的名稱變化，可以看出宗教儀式的變化：祈禱不再以耶穌基督的名義進行，而是以基督安商洪的名義進行。
1997年左右，上帝的教會安商洪見證人會成立了一個名為上帝的教會世界福音宣教協會的非營利組織，目的是註冊和管理該組織的資產。

## 發展

### 南韓
1970年，教會發展至4個；1980年，教會增至13個，到1990年，教會又增至30個。教會的成長在2000年急劇增加，在韓國註冊了300所建立的教會和40萬信徒。該教會目前宣稱「僅在韓國成立後半個世紀之內就建立了400多個分支機構。」

### 海外
上帝的教會於1997年開始在海外傳播，始於洛杉磯、拉合爾和埃森。在2007年，它在國外發展了100多個教會。在2008年，它註冊了超過一百萬的信徒。到2013年，該教會聲稱已擴展到「大約175個國家」中的2500個教會。

### 當前狀態
上帝的教會擁有的一家媒體報導稱，在175個國家和地區擁有7,000多個教會。一個外部說法提到，2013年教會信徒的人數估計僅為100,000人，與金湊哲的說法相反。

## 信念與實踐
教會信仰父親上帝和母親上帝。他們認為由於新教徒的教義與異教徒的宗教融合得太多，以至於不符合其教義，所以聲稱正在恢覆早期教會的真理和實踐。 教會還相信，創始人安商洪教導說，聯合創始人張吉子是母親上帝，只有相信聖靈時代將出現的母親上帝才能得到救贖。上帝的教會世界福音宣教協會認為，所有教義都是基於聖經，正如安商洪撰寫的許多著作中所解釋的那樣。

### 再臨基督
教會根據
以無花果樹為比方，證明安商洪是第二位來世的耶穌，他有一個新名字，即聖靈的名字，並指出他履行了只有耶穌才能實現的聖經預言。
：「你們可以從無花果樹學個比方：當樹枝發嫩長葉的時候，你們就知道夏天近了。這樣，你們看見這一切的事，也該知道人子近了，正在門口了。我實在告訴你們，這世代還沒有過去，這些事都要成就。天地要廢去，我的話卻不能廢去。」
（页面存档备份，存于）
此外，教會認為埃洛希姆上帝們創造天地萬物、按照上帝的形像創造男人和女人，證明了男性形像中上帝的存在與女性形像中上帝的存在，並且宣稱新婦和耶路撒冷代表母親上帝張吉子。

### 節期與盛宴
教會慶祝
所述的七個節期與盛宴：逾越節、無酵餅節、復活節、五旬節、吹角節、贖罪日和住棚節。不同於舊約中的節期，教會相信他們是按照耶穌所制定的新約來遵守節期。在逾越節上，通過吃和喝上帝血肉所應許的餅和葡萄酒，相信可以從災難中得救，並得到永生的祝福。

### 安息日
教會信奉
的星期六安息日，但不是從日落到日落而是從日出到日落來遵守。它根據
和
認為安息日是上帝與上帝兒女之間的標誌。在安息日，信徒參加與教會有關的各種活動，例如聖經學習、觀看教會製作的視頻或在當地社區宣講。

### 偶像崇拜
根據教會對

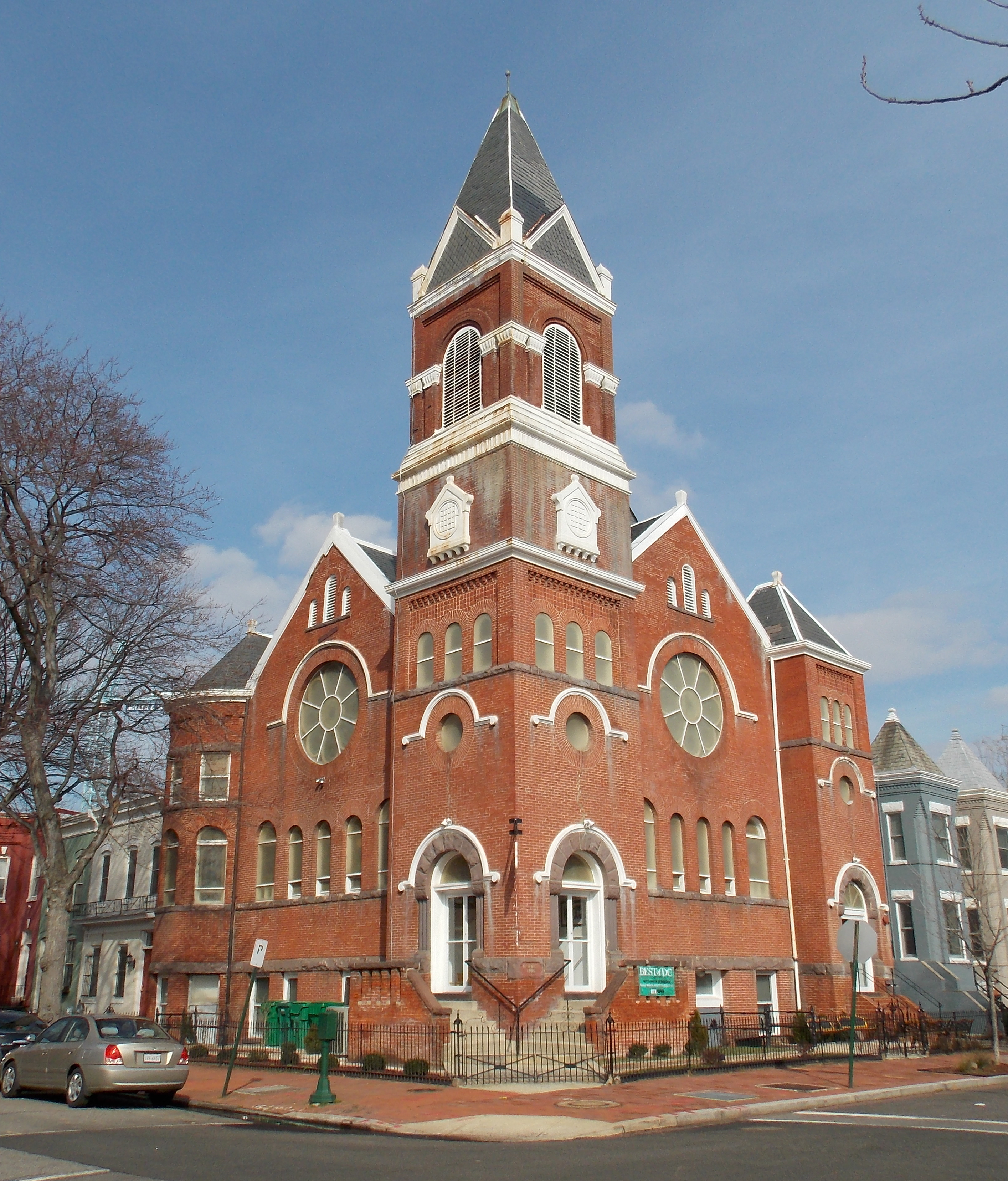
教會用透明玻璃代替了華盛頓哥倫比亞特區教會的花窗玻璃窗。

的解釋，十字架和雕像之類的物品被視為偶像崇拜的一種形式，並不可以豎立在教會內。教會也從現有教堂中移走了花窗玻璃窗，因為光的圖像被視為與太陽神崇拜有關。

### 人類起源與救贖
教會認為，所有人類最初都是在天上被創造為天使的。他們犯了上帝的罪，被送到世上，作為第二次重返上帝身邊的機會。人類返回天堂的唯一方法是，用餅和葡萄酒（耶穌的肉和血）遵守逾越節，並按照安商洪的教導遵守聖經的教義。其中包括相信母親上帝，她是聖經當中的新婦，要在時間終結的日子給他們永生。

### 浸禮
上帝的教會世界福音宣教協會認為，受浸禮是邁向救贖的第一步，必須以聖父的名字耶和華、聖子的名字耶穌和聖靈的名字安商洪的名義來進行，並將名字記載在生命冊上。
：耶穌進前來，對他們說：「天上地下所有的權柄都賜給我了。所以，你們要去，使萬民作我的門徒，奉父、子、聖靈的名給他們施洗（或譯：給他們施洗，歸於父、子、聖靈的名）。凡我所吩咐你們的，都教導他們遵守。看哪，我就天天都與你們同在，直到這世代的終結。」
（页面存档备份，存于）

### 禱告
教會認為，在時間終結的日子裡，必須以聖靈安商洪的名義進行禱告，並且根據
的規定，女性必須戴頭巾。

### 傳福音
信徒在每個家庭、購物中心、醫院和大學校園里分享對聖經的信仰。評論家指出，該組織的傳教工作可能非常激進，並且以弱勢群體為目標，尤其是那些經歷過重大人生的過渡期或生活空虛的人。一些人聲稱該組織的目標人群是那些有更多錢財的人。
大學生和退伍軍人特別容易被當作目標。他們並不會向同性戀者、跨性別者、身心障礙人士和無家者傳福音。
安證會的一些積極的信徒在大學校園裡引起了關注。在大學校園裡，年輕女性似乎是她們的主要目標，並著重強調在教會的「母親上帝」教義。其中一些信徒因未經允許就「擅自進入」或從事勸誘改宗活動而被禁止進入美國的某些大學校園。

## 與傳統基督教的比較
上帝的教會世界福音宣教協會持有許多不同於主流基督教的觀點。教會說，它按照舊約中聖曆的日期來遵守聖日，就像早期教會在耶穌時代所做的那樣。根據聖經的預言，他們還相信父親上帝和母親上帝已經出現在韓國。這些信念引起了一些教會的批評。教會教導說，這與早期基督徒在耶穌初來時相信耶穌的肉體一樣受到迫害。
安證會在回應詢問時發表聲明說，「我們的教會與其他教會之間的最大區別」是「我們相信母親上帝和父親上帝。（……）根據聖經的預言，母親上帝將出現在救贖的最後世代。」對於安商洪及張吉子的神格化受到「嚴正的批評」，並導致該教會被韓國基督教教會協議會正式譴責為違背普世教會合一運動、褻瀆上帝的異端邪教。代表韓國新教教會的韓國基督教總聯合會譴責安證會為「異端」。

## 獎項
英國錫安是上帝的教會世界福音宣教協會分會，於2016年獲得女皇志願組織慈善服務獎。

## 批評與爭議
上帝的教會世界福音宣教協會是20世紀下半葉在韓國迅速興起的眾多有爭議的基層宗教運動之一。其他的還有新天地耶穌教證據帳幕聖殿教會。這些群體的傳教策略遭到批評，他們以婦女、大學生和少數族裔為目標。該組織曾受到一些前信徒和邪教研究者的公開批評，認為他們的行為像邪教一樣，像是對其信徒實行異常控制、將他們與家人和朋友隔離開來、過度剝削他們、同時違反法律並避免透明度和問責制。

### 1988年世界末日預言失敗
上帝的教會安商洪見證人會宣布「 1988年是世界的盡頭」，引用了
，就像安商洪在其1980年的著作《上帝的奧秘和生命水的泉》中所寫的一樣。1988年5月14日，上帝的教會安商洪見證人會的數千名信徒聚集在忠清南道燕岐郡小井面的一座山上，等待著安商洪基督的到來，為144,000名聖徒的被提與救贖做準備。確認安商洪沒有出現而且啥事也沒發生後，教會更新世界末日的預報，並將其安排在1988年9月17日漢城奧運會的開幕日。那時，信徒們聚集並宣揚世界末日將在1988年底到來，安商洪會再來。安證會後來聲稱這是對約拿講道的一種履行。:342:77:494
韓國至少有兩位前信徒指控張吉子和金湊哲宣布1988年、1999年和2012年為世界末日，目的是為了欺詐信徒更多的財富。

### 改變安商洪的書冊及語音記錄
《上帝的奧秘和生命水的泉》原始著作 （页面存档备份，存于）總共有38章。安證會刪除了《上帝的奧秘和生命水的泉》1980年版的第1章「耶路撒冷的復興與四十年的預言」、第11章「讓我們從有關教會的歷史書籍中揭示真理」，以及第36章「以利亞將被發送」。
2010年再版中將「因此，通過研究摩西的作工，我們可以清楚地找到關於耶穌與我們之間的關係，以及基督未來所會做的一切工作的真實情況，甚至是有關耶穌第二次降臨的指定日期。」改成「通過研究摩西的作工，我們可以清楚地找到關於耶穌與我們之間的關係，以及基督所會做的一切工作的真實情況，還有耶穌再臨的時間。」這其中刪除了「未來」和「第二次」等文字。
新約逾越節上帝的教會和上帝的教會耶穌見證人會聲稱安證會曾經將《上帝的奧秘和生命水的泉》、《最後的瘟疫和上帝的印記》以及《來自天使世界的客人們》的初版日期改成1967年。新約逾越節上帝的教會反駁了上帝的教會世界福音宣教協會聲稱安商洪著有《摩西的律法和基督的律法》的說法，他們說安商洪從未出版過這本書，但是它似乎是參考了安商洪的著作《新約與舊約》而編寫的。
一份Youtube影片上比較了上帝的教會世界福音宣教協會與新約逾越節上帝的教會的安商洪語音記錄，主題是天堂中的耶路撒冷，不同的地方在於關於新耶路撒冷是一個人還是一個地方。影片當中明確懷疑了安證會編輯了安商洪的語音記錄，而且刪除了某些文字。

### 時人雜誌訪談
《時人》雜誌出版了對前信徒米歇爾·科隆的採訪，她曾在新澤西州里奇伍德參加了兩年的安證會教會，後來起訴了該組織。科隆通常與教會相抗辯，但在與其他六名安證會前信徒的訪談中得到普遍證實，她將安證會描述為「投機主義」的「末日邪教」。她說，他們試圖招募正在經歷人生過渡期或生活空白的人，然後「他們將填補這一空白」。她說，安證會不斷重複操縱信徒的「恐懼與罪惡感」。她反映說教會「微管理」了她的生活，並希望她所有的時間都花在那兒，控制她聽音樂並禁止她使用互聯網。
科隆說，教會的領導者只有在他們完全承諾之後才會告訴信徒，他們的「母親上帝」實際上是70年代在世的韓國女性，素有多種名字和各種精神稱號，她無疑是已故創始人安商洪的遺孀。
至少有一位前信徒起訴安證會敦促她墮胎，其他信徒則指控教會勸阻她懷孕，因為他們預計世界會在2012年終結。

### 訴訟案
新澤西州的護士米歇爾·科隆在2013年向新澤西州安證會提起的民事訴訟中聲稱，該組織是「牟取暴利」的邪教組織，並聲稱「使用了許多心理控制策略……阻止其信徒揭露其犯罪和侵權行為。」
但是，科隆的訴訟幾乎完全被地區法院和上訴州法院駁回。法院裁定，科隆的主張取決於她的主張，即安證會是「邪教」，而不是「教會」，這是法院裁定他們依法不得作出的裁決。法院主要引用了《美國憲法第一修正案》中的「宗教自由」要素，特別是教會私法自治原則（禁止法院調查「侵犯教會教義、事務和管理的事實和情況」），上訴法院裁定：
每個說法都源於科隆的論點，即安證會是一個邪教而不是教會，並且她實質上是被該邪教欺騙的。衝突源於她對教會實施教義信仰、管理神職人員和教區居民以及投入捐款的方式的分歧。因此，科隆的申訴必然要求法院檢查教會的內部運作和結構，這在憲法上是不可接受的。

### 打爆原州市政府電話
安證會原先計劃購買江原道原州市的一座LH辦公大樓，並計劃將其成為宗教場所。當地的居民得知後，創立了「上帝的教會居民緊急應變委員會」，反對安證會的行動，之後原州市政府拒絕了宗教設施的使用申請。原州市政府在2016年5月30日至6月1日期間接到安證會信徒的3萬多通電話，導致市政府工作受到干擾。原州市政府於6月2日發布了一份新聞稿，稱：「這將是一個宗教組織的電話癱瘓行動。 」最後，安證會進行了兩項行政訴訟，但所有的訴訟均被駁回。原州市政府官員說：「行政法庭之所以拒絕安證會的請求，是因為交通擁堵和居民的抱怨。」上帝的教會居民緊急應變委員會說：「原告被撤回是很正常的事情。除非安證會的真實面被揭露，否則我們絕不會停下腳步。」

### 瑞克·羅斯批評
瑞克·阿蘭·羅斯是邪教研究員和取消編程員。他將安證會的灌輸方法與統一教會的灌輸方法進行了比較，並且將安證會形容為「一個非常激烈的團體……類似於文鮮明的統一教會」。
羅斯聲稱安證會已將其信徒驅使為「由於過度捐贈而破產」，並聲稱有些信徒因該組織的「過度要求」和相關的「睡眠剝奪」而失業。他說，信徒經常被送到集體住房和共用公寓，與家人和朋友，甚至是配偶和成年子女變得孤立和疏遠。羅斯指出，該組織在大學校園、大型購物中心和其他購物場所招募信徒，對韓國的「王权政治」領導層及其所獲得的數百萬美元的收入沒有有意義的責任。

### 越南
在越南，宗教事務委員會敦促對此組織保持警惕，並告誡它不應與其他使用相似名稱的新教徒組織等同。政府無意間聲稱該組織像邪教一樣，從事欺騙性傳教、進行有問題和操縱性的灌輸、末日預言，並敦促信徒捐贈現金和放棄自己的家庭。2018年5月，越南當局沒收了該教會在河內市、胡志明市和其他省份的資產，並審問了數百名信徒。教會領導人被指控洗腦其信徒，並通過敦促學生放棄學業和要求工人放棄工作以招募更多信徒來「微管理」他們的生活。

### 傳教和人口販運傳聞
安證會被調查關於在美國多個大學校園中進行了人口販運的事件。警方於2018年1月在密西西比大學，2019年9月在南卡羅來納大學和2020年3月在猶他大學進行了可能的人口性販賣活動調查。路易斯維爾大學、范德比大學、喬治亞大學、歐柏林學院、德克薩斯州立大學和亞利桑那州立大學等也发生了類似的報導。未能找到教會與非法活動之間的聯系後，所有調查均已結束。
跨多個校園的許多學生報告說，有不知名的人問他們是否知道「母親上帝」。眾所周知，傳教人員會接近女學生並詢問他們是否相信女性上帝，這通常會導致邀請他們參加學習小組。傳教人員還嘗試與學生接觸，並詢問他們是否想加入聖經學習小組。
這種傳教方式受到了前教會信徒的抨擊，他們曾說教會傾向於針對那些看起來「心理上脆弱」的人，特別是那些看起來很富有的白人。

### 新西蘭
2017年8月，达尼丁的奥塔戈大学学生协会因学生对欺骗性和胁迫性傳教方法的投诉從而解散了埃洛希姆世界学院。奥塔戈大学的訓導長戴夫·斯科特曾考虑过非法禁止该组织的成员，但排除了这一可能性，因为这违反了《1990年新西兰人权法案》关于宗教自由和言论自由的规定。此外，奥克兰大学学生杂志《Craccum》在2020年报道说，埃洛希姆学院的成员把目标对准奥克兰大学和汉密尔顿怀卡托大学的学生。

## 附屬機構
- 國際WE LOVE YOU運動本部[96]

### 腳註
1. ↑  門徒既然有能力看無花果樹的枝葉狀況，知道夏天近了，也應該可以看徵兆分辨耶穌再臨的日子近了。不過因為無花果樹是以色列的國花，舊約中也常以無花果樹來代表以色列國，因此安證會把這一段解釋成看到「以色列復國」時，就該知道再臨基督就要受浸禮了。[26]

### 文獻
1. 1 2  . 2017-02-27  [2020-11-12] （韩语）.[]
2. 1 2  . ncpcog.com.   [2020-11-12]. （原始内容存档于2020-11-12） （韩语）.
3. 1 2 3  James, Jonathan D., Edith Cowan University, editor, "The Southern Factor: Prospects and Challenges," （页面存档备份，存于） from book A Moving Faith: Mega Churches go South, 2015, Sage Publications, Los Angeles and New Delhi, retrieved May 23, 2018
4. ↑  James, Jonathan D. .   [2020-01-22]. （原始内容存档于2021-03-08） –www.academia.edu.
5. 1 2  . www.ncpcog.co.kr.   [2020-03-19]. （原始内容存档于2021-08-28） （韩语）.
6. 1 2  New Jersey, Superior Court.  (PDF). Cult Education. 19 April 2013  [14 November 2020]. （原始内容存档 (PDF)于2021-08-12）.
7. ↑  . WATV 介紹一下上帝的教會.   [2020-04-30]. （原始内容存档于2020-10-24） （中文（繁體））.
8. 1 2  . WATV.   [4 April 2013]. （原始内容存档于2013-03-08）.
9. 1 2  Information Network on Christian Heresy. .   [2013-08-28]. （原始内容存档于2014-02-02） （韩语）.
10. ↑  이대복; 월간교회와이단.  [Heresy studies: Sabbath school retention, ansanghong (Church of God) cult]. 기독교이단문제연구소. 1999  [2013-08-18]. （原始内容存档于2014-06-17） （韩语）.
11. ↑   [Researches on the New Religions of Korea 2002, Collection I (subtitled, Self-Claimed Reborn Jesus Christ of Korea)]. Hyudae Jongyo. 27 April 2002: 145–168  [2013-08-18]. （原始内容存档于2017-09-15） （韩语）.
12. 1 2  Amennews.  [Criticism of the Major Doctrines of World Mission Society Church of God]. 5 June 2013  [2013-08-18]. （原始内容存档于2013-10-02） （韩语）.
13. ↑  International Korean Christian Coalition against Heresy.  [Who is the wife of ansanghong really?]. 18 May 2012  [2013-08-18]. （原始内容存档于2013-09-17） （韩语）.
14. ↑  .   [2013-08-18]. （原始内容存档于2017-09-15）.
15. ↑  .   [2013-08-18]. （原始内容存档于2012-08-17）.
16. ↑  . The Christian World Monitor. 29 September 2003  [2013-08-18]. （原始内容存档于2014-02-01） （韩语）. |url-status=和|dead-url=只需其一 (帮助)
17. 1 2  Church of God World Gospel Association v. Ji Won Tak,  (Northern Seoul Regional Court Civil Section Number 11 8 July 2005).
18. ↑  .   [2020-01-22]. （原始内容存档于2022-01-14）.
19. ↑  . WATV.org.   [3 June 2013]. （原始内容存档于2013-08-15）.
20. ↑  . english.watv.org.   [2020-01-22]. （原始内容存档于2013-05-10）. Over 2,500 local Churches have been established in about 175 countries
21. ↑  . WATVWelcome.org.   [2020-01-22]. （原始内容存档于2020-08-04）. More than 7,000 churches in 175 countries deliver Mother's heartwarming love to seven billion people.
22. ↑  Amennews.  [Criticism of the Major Doctrines of World Mission Society Church of God]. 5 June 2013  [2013-08-18]. （原始内容存档于2013-10-02） （韩语）.
23. ↑  . Joongang Il Bo.   [4 April 2013]. （原始内容存档于2014-02-03）.
24. ↑  . english.watv.org.   [2020-01-22]. （原始内容存档于2013-04-16）.
25. ↑  . WATV. World Mission Society Church of God.   [2013-03-18]. （原始内容存档于2012-10-18）.
26. ↑  . 全副軍裝 - 要穿戴基督安商洪所賜的全副軍裝. 2015-09-18  [2020-08-30]. （原始内容存档于2021-01-15） （中文（臺灣））.
27. ↑  . World Mission Society Church of God. 2019-07-03  [2020-08-30]. （原始内容存档于2021-12-08） （中文（臺灣））.
28. ↑  . World Mission Society Church of God.   [2013-03-18]. （原始内容存档于2013-10-31）.
29. 1 2  . World Mission Society Church of God.   [2013-03-18]. （原始内容存档于2012-09-23）.
30. 1 2  Lydia DePillis. . Washington City Newspaper. 2012-05-23  [2018-04-23]. （原始内容存档于2019-03-31）.
31. ↑  . World Mission Society Church of God.   [2013-05-24]. （原始内容存档于2014-01-03）.
32. ↑  . World Mission Society Church of God.   [2013-03-18]. （原始内容存档于2013-04-16）.
33. 1 2 3 4 5 6 7 8  Harris, Chris, "Former Members Allege New Jersey Church, South Korea-Based World Mission Society Church of God, is Actually a 'Cult'," （页面存档备份，存于） December 10, 2015, People Magazine, retrieved May 22, 2018
34. 1 2 3 4 5  Ma, Myles, NJ Advance Media, "Ex-members accuse Ridgewood church of being cult, reports say," （页面存档备份，存于） January 17, 2016, Bergen County Record / NJ.com, retrieved May 22, 2018
35. 1 2 3 4 5  . Pocono Record. March 29, 2017  [May 22, 2018]. （原始内容存档于2021-05-16）.
36. ↑  ,   [2020-03-21], （原始内容存档于2020-01-30） （中文（中国大陆））
37. ↑  ,   [2020-03-21], （原始内容存档于2020-11-21） （中文（中国大陆））
38. ↑  ,   [2020-03-21] （中文（中国大陆））
39. ↑  ,   [2020-03-21] （中文（中国大陆））
40. ↑  . Examining the World Mission Society Church of God. 2020-02-11  [2020-03-30]. （原始内容存档于2021-04-21） （美国英语）.
41. ↑  "Church members barred from U of M campus for ‘aggressively’ discussing religion," （页面存档备份，存于） January 31, 2018, WREG-TV, Memphis, Tennessee, retrieved May 22, 2018
42. 1 2  "God the Mother” Followers Aim to Proselytize Students," （页面存档备份，存于） February 23, 2018,  Oberlin Review, Oberlin College, retrieved May 22, 2018
43. ↑  "Wichita police: No abductions linked to missionaries in silver van," （页面存档备份，存于） September 14, 2015, The Wichita Eagle,
44. ↑  "Religious recruiters spark concern," （页面存档备份，存于）,  February 20, 2014, University of Rochester, Rochester, New York,retrieved May 23, 2018
45. ↑  . World Mission Society Church of God.   [2019-10-03]. （原始内容存档于2020-08-10） （美国英语）.
46. ↑  . english.watv.org.   [2020-01-23]. （原始内容存档于2017-10-05）.
47. ↑  . The National Council of Churches in Korea. 13 December 2012  [2013-08-18]. （原始内容存档于2014-02-23） （韩语）. |url-status=和|dead-url=只需其一 (帮助)
48. ↑  Research Directorate, Immigration; Refugee Board, Canada. . Immigration and Refugee Board of Canada. 8 December 2004  [2013-08-18]. （原始内容存档于2014-02-22）.
49. ↑  Cunningham, Cara,. Messenger Newspapers. July 8, 2016  [November 16, 2018]. （原始内容存档于2019-03-20）.
50. ↑  Skinner, Nigel. . Glossop Chronicle. July 14, 2016  [November 16, 2018]. （原始内容存档于2018-11-17）.
51. ↑  . 倫敦憲報. （原始内容存档于2021-03-08）.
52. ↑  . GOV.UK. 2 June 2016  [March 5, 2019]. （原始内容存档于2021-11-01）.
53. ↑  Kim, David W. . Nikkei Asian Review. March 3, 2020  [2020-04-29]. （原始内容存档于2022-01-14）.
54. 1 2  "NBC Investigates - World Mission Church of God member John Power," （页面存档备份，存于）  Dec 4, 2016, The Today Show, host Ronan Farrow, NBC News on YouTube.
55. ↑  Ahn, Sahng-hong. . Korea: Jesus Witnesses Church of God. 1980  [2013-08-18]. （原始内容存档于2021-04-20） （韩语）.
56. ↑  Church of God, the association of An Sang Hong Witness （原文如此）. . 1988  [2013-08-18]. （原始内容存档于2021-06-08） （韩语及英语）.
57. ↑  Church of God, the association of An Sang Hong Witness （原文如此）. . 1988  [2013-08-18]. （原始内容存档于2021-06-08） （韩语及英语）.
58. ↑  탁명환.  [South Korea's emerging Christian side] 4. 국제 종교 문제 연구소. 1992  [2013-08-18]. （原始内容存档于2014-06-17） （韩语）.
59. ↑  이대복.  [Comprehensive heresy studies]. 기독교이단문제연구소. 2000  [2013-08-18]. （原始内容存档于2014-01-03） （韩语）.
60. ↑  . 錦湖文化財團. 1992  [2013-08-11]. （原始内容存档于2014-06-26）.
61. ↑  . nocutnews.   [2020-05-14]. （原始内容存档于2021-01-21）.
62. ↑  . Examining the World Mission Society Church of God. 2020-04-09  [2020-05-01]. （原始内容存档于2021-10-10） （美国英语）.
63. 1 2  . www.ncpcog.co.kr.   [2020-05-14]. （原始内容存档于2021-01-20） （韩语）.
64. ↑  . Examining the World Mission Society Church of God. 2012-05-26  [2020-05-01]. （原始内容存档于2021-04-21） （美国英语）.
65. ↑  . www.ncpcog.co.kr.   [2020-05-19]. （原始内容存档于2021-04-20） （韩语）.
66. ↑  . blog.naver.com.   [2020-05-21].
67. ↑  . blog.naver.com.   [2020-05-21].
68. ↑  . bible.watv.org.   [2020-05-14]. （原始内容存档于2020-02-02）.
69. ↑  . www.ncpcog.co.kr.   [2020-05-14]. （原始内容存档于2020-10-26） （韩语）.
70. ↑  . Examining the World Mission Society Church of God. 2020-04-25  [2020-05-01] （美国英语）.
71. ↑  . www.youtube.com.   [2020-08-11].
72. ↑  . www.youtube.com.   [2020-08-11].
73. ↑  . Scribd.   [2020-03-06]. （原始内容存档于2021-03-08）.
74. ↑  "COLÓN v. WORLD MISSION SOCIETY CHURCH OF GOD:  Docket No. A-5008-14T4.", Superior Court of New Jersey, Appellate Division, Argued September 28, 2016, Decided November 29, 2016, as transcribed and posted by Leagle.com, retrieved May 26, 2018
75. ↑  기자, 2016-05-08 13:35 Cbs노컷뉴스 송주열. . cbs.kr. 2016-05-08  [2020-05-21].[]
76. ↑  . news.naver.com.   [2020-05-21] （韩语）.
77. ↑  . news.naver.com.   [2020-05-21] （韩语）.
78. ↑  . news.kmib.co.kr. 2016-11-15  [2020-05-21] （韩语）.
79. ↑  .   [2020-05-21]. （原始内容存档于2020-10-30）.
80. ↑  "Government urges caution against controversial 'World Mission Society Church of God'," （页面存档备份，存于）, April 26, 2018,  Vietnam News, retrieved May 22, 2018
81. ↑  AsiaNews.it. . www.asianews.it.   [2020-04-05]. （原始内容存档于2021-04-10）.
82. 1 2 3  Abernathy, Kathryn. . The Daily Mississippian. 2018-01-30  [2020-04-01]. （原始内容存档于2021-04-22）.
83. 1 2  Leonard, Joseph. . The Daily Gamecock. September 15, 2019  [2020-04-29]. （原始内容存档于2020-11-12）.
84. 1 2 3  Turner, Maddy La. . The Daily Utah Chronicle. 2020-03-06  [2020-04-01]. （原始内容存档于2021-02-22）.
85. ↑  Wang, Andrea. . The Oberlin Review. February 23, 2018  [2020-01-23]. （原始内容存档于2021-11-25）.
86. ↑  Rogers, Chase. . The University Star. October 22, 2019  [2020-04-29]. （原始内容存档于2019-12-05）.
87. ↑  Stellino, Molly; Perez, Joseph. . The State Press. 2019-11-05  [2020-04-01]. （原始内容存档于2020-11-11）.
88. ↑  Higham, Joe. . Critic Te Arohi. 20 August 2020  [24 August 2020]. （原始内容存档于2018-02-17）.
89. ↑  Brown, Timothy. . Otago Daily Times. 10 March 2020  [24 August 2020]. （原始内容存档于2020-03-10）.
90. ↑  Ofren, Keeara. . Craccum.   [24 August 2020]. （原始内容存档于2020-08-24）.
91. ↑  Gill, Sinead. . Critic. 15 May 2020  [10 September 2020]. （原始内容存档于2020-09-10）.
92. ↑  . The Intl. WeLoveU Foundation.[]